# Lophiodon

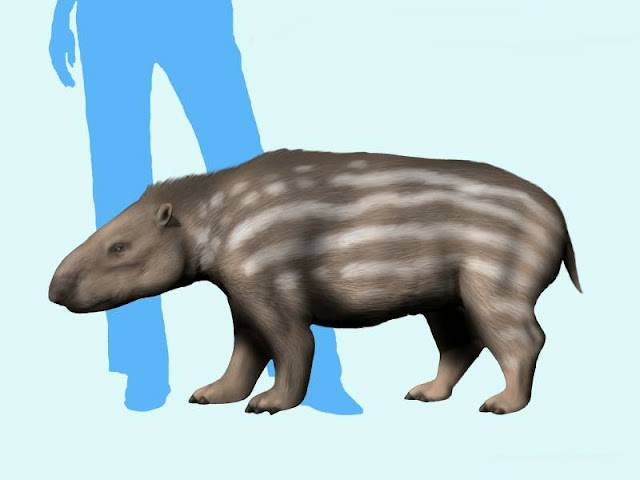
Реконструкція й порівняння з людиною

Lophiodon (від грецького: λόφος lóphos, «гребінь» і грецького: ὀδούς odoús «зуб») — вимерлий рід ссавців, пов'язаний із халікотеріями. Він мешкав в еоценовій Європі від 52 до 38 мільйонів років тому і раніше вважався близьким родичем Hyrachyus.